# Altay Bayındır
Altay Bayındır (* 14. April 1998 in Osmangazi) ist ein türkischer Fußballtorhüter. Er steht seit August 2023 bei Manchester United unter Vertrag.

## Karriere

### Verein
Bayındır begann mit dem Vereinsfußball 2007 als Abwehrspieler in der Jugendabteilung von Bursaspor und spielte anschließend für die Nachwuchsabteilungen der Vereine Bursa Yolspor, TSE Arabayatağı SK und MKE Ankaragücü, wo er auf die Torhüter-Position wechselte. Im Februar 2015 erhielt er bei den Hauptstädtern einen Profivertrag und kam als Ersatztorhüter zu sporadischen Einsätzen.

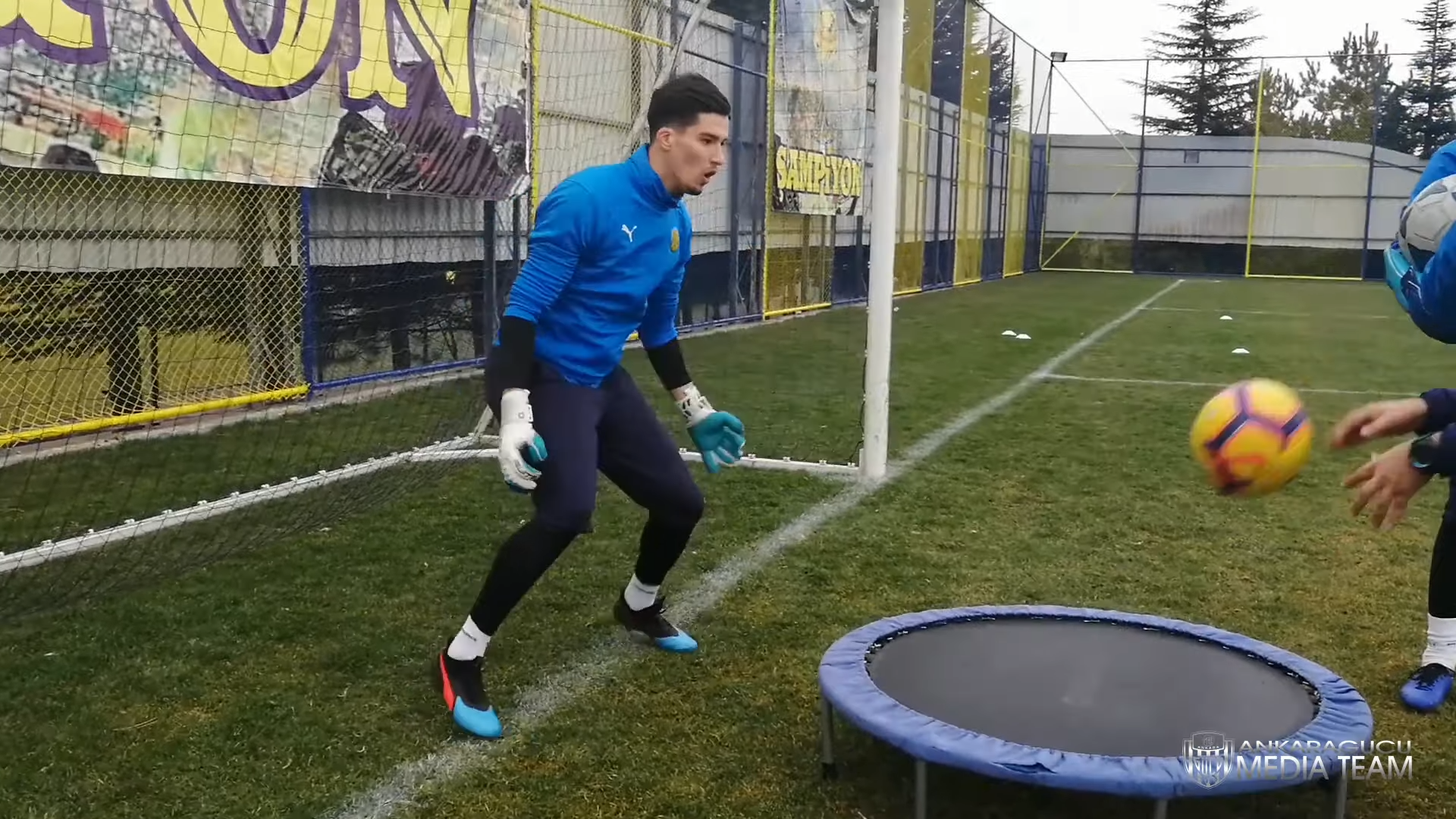
Bayındır im Torwarttraining von MKE Ankaragücü (Januar 2019).

Mit diesem Verein erreichte er im April 2017 die türkische Drittliga-Staffelmeisterschaft der „Gruppe Rot“ und damit den direkten Aufstieg in die türkische zweithöchste Spielklasse der TFF 1. Lig. Eine Saison später wurde er mit seinem Verein Vizemeister der türkischen Zweitliga und stieg mit ihnen direkt in die türkische höchste Spielklasse der Süper Lig auf. In der Süper Lig 2018/19 fungierte er anfänglich als Ersatztorhüter und gab Ende November 2018 gegen Çaykur Rizespor sein Süper-Lig-Spieldebüt. Im weiteren Ligasaisonverlauf stieg er zum Stammtorhüter und einmalig mit 20 Jahren zum Mannschaftskapitän auf. Des Weiteren trug er als Stammtorhüter der Mannschaft zum Klassenerhalt bei.
Zur Saison 2019/20 wechselte er im Juli 2019 für eine Ablösesumme in Höhe von 1,5 Millionen Euro zum Fenerbahçe Istanbul. Bei den Gelb-Dunkelblauen wurde er unter dem Cheftrainer Ersun Yanal auf Anhieb zum Stammtorhüter ernannt. Gemäß der türkischen Sportzeitung Fanatik entwickelte er sich unter dem Fenerbahçe-Torwarttrainer Michael Kraft in der Saison 2020/21 zu den Toptorhütern der Süper Lig.
In der Saison 2021/22 trug er als Stammtorhüter im Herbst 2021 zur temporären Führung der Süper-Lig-Meisterschaft seiner Mannschaft bei. Woraufhin er später im weiteren Ligasaisonverlauf sich eine Schulterverletzung zuzog und fiel damit drei Monate aus und seine Mannschaft erlitt in dieser Zeit ohne ihn mehr Punktverluste um die türkische Meisterschaft. Bei seinem Comeback im Februar 2022 wurde Bayındır mit 24 Jahren unter dem Interimstrainer İsmail Kartal zum primären Kapitän der Mannschaft ernannt. Daraufhin führte Bayındır als Mannschaftskapitän die Fenerbahçe-Profis im Ligaspielbetrieb bis zum Saisonende 2021/22 zu einer niederlagenfreien Spielserie und zur türkischen Vizemeisterschaft. Am Saisonende gehörte er zu den Top-5-Torhütern der Süper Lig in der Kategorie „Weiße Weste“ der meisten Zu-Null-Spiele an, wobei er verletzungsbedingt 13 von 38 Ligaspiele verpasste.

### Nationalmannschaft
Bayındır begann seine Nationalmannschaftskarriere im August 2014 mit einem Einsatz für die türkische U17-Nationalmannschaft. Anschließend folgten Einsätze für die Nachwuchsnationalmannschaften U19 und für weitere Nachwuchsmannschaften bis zur U21. Im Mai 2018 wurde er für das Turnier von Toulon in den Kader der türkischen U20-Nationalmannschaft nominiert und absolvierte im Turnierverlauf zwei Begegnungen. Bayındır trug im Elfmeterschießen beim Spiel um Platz 3 zum Sieg bei, indem er einen Elfmeterschuss der schottischen U21-Auswahl abwehrte.
Im November 2019 wurde Bayındır mit 21 Jahren erstmals für die türkische A-Nationalmannschaft als Nachrücker für den verletzten Ersatztorhüter Gökhan Akkan nominiert für Europameisterschaftsqualifikationsspiele zur UEFA Euro 2020. Im Mai 2021 gab er im Vorbereitungsländerspiel gegen Aserbaidschan sein A-Länderspieldebüt. Im Juni 2021 wurde er in den endgültigen türkischen Kader für die Fußball-Europameisterschaft 2021 berufen, kam im Turnier aber nicht zum Einsatz.

## Erfolge
- MKE Ankaragücü
  - Vizemeister der TFF 1. Lig und Aufstieg in die Süper Lig: 2017/18
  - Staffelmeister (Gruppe: Rot) der TFF 2. Lig und Aufstieg in die TFF 1. Lig: 2016/17[3]

- U20-Nationalmannschaft
  - Dritter im Turnier von Toulon: 2018[12]